# Je ne suis pas morte
Pour plus de détails, voir Fiche technique et Distribution.
Je ne suis pas morte est un film français, réalisé par Jean-Charles Fitoussi en 2008.

## Synopsis
Alix, créée par le grand William Stein, entre dans l’existence à vingt-sept ans et part en quête de la seule chose qu'elle est censée ne jamais pouvoir éprouver : le (fichu) sentiment amoureux.

## Fiche technique
- Titre original : Je ne suis pas morte
- Titre anglais : I Did Not Die
- Titre espagnol : No estoy muerta
- Réalisation : Jean-Charles Fitoussi
- Production : Jean-Charles Fitoussi, Emmanuel Chaumet
- Scénario : Jean-Charles Fitoussi
- Photographie : Sébastien Buchmann
- Prise de son: Benjamin Bober, Erwan Kerzanet
- Montage : Catherine Krassovsky
- Mixage: Ivan Gariel
- Musique : Wolfgang Amadeus Mozart, Franz Joseph Haydn
- Durée : 190 minutes
- Tourné et monté en pellicule Kodak 35 mm. couleur au format 1:1,37

## Distribution
- Alexis Bonpart : Enfant-Alexis
- Frédéric Bonpart : Frédéric
- Arno Bonpart : Enfant-Arno
- Alix Derouin : Alix
- Hélène Boons : Hélène
- Laurent Talon : Laurent-Pluton
- Chantal Teisseyre : Chantal
- Jacopo Domenicucci : Jacopo
- Camille Combes : Camille
- Raphaël Thierry : Raphaël
- Stéphanie Julien : Stéphanie
- Frédérick Weibgen : Frederick
- Frédéric Schiffter : William Stein
- Alexis Loret : Alexis
- Inès Léraud : Inès
- Anne Bouillon : Anne
- Alexis Bonpart : Enfant-Alexis
- Arno Bonpart : Enfant-Arno
- Bénédicte Gady : Bénédicte
- Marie Plantin : Marie
- Jean-Marie Straub : Clochard-poëte
- Leos Carax : moitié d'archange
- Adeline d'Hermy : moitié d'archange
- Gabriel Matzneff : Gabriel
- Dimitri Burdzélian : Dmitri
- Christelle Prot : Christelle
- Marie Bartnik : Eve puis Marie
- Laurent Chabert : Messager aux trois cravates

## Distinctions

### Récompenses
- 2008 : Grand Prix du film français au Festival Entre vues de Belfort.
- 2008 : Prix de la critique (Cahiers du Cinéma Espagne) au Festival de Mar del Plata

### Nominations
- 2008 : Cinéastes du Présent au Festival de Locarno
- 2009 : Festival du Cinéma Contemporain de Mexico (FICCO)
- 2009 : Festival international du film de Rotterdam